# Aeroportul Assiut
Aeroportul Assiut (IATA: ATZ, ICAO: HEAT) este un aeroport din Guvernoratul Asyut, Egipt ce deservește zona Assiut. Aeroportul a fost tranzitat în decembrie 2022 de 28.825 de pasageri.
Situat la o altitudine de 235 m, aeroportul dispune de o singură pistă. Este operat de Egyptian Airports Company⁠(d).